# Kayes (region)

Kayes är en av Malis administrativa regioner och är belägen i den västra delen av landet, med gräns mot Mauretanien i norr, Senegal i väster och Guinea i söder. Den administrativa huvudorten och största staden är Kayes. Befolkningen uppgick till nästan 2 miljoner invånare vid folkräkningen 2009. Nationalparken Boucle du Baoulé ligger i den östra delen av regionen.

## Administrativ indelning
Regionen är indelad i sju kretsar (franska cercles):
- Bafoulabé
- Diéma
- Kayes
- Kéniéba
- Kita
- Nioro
- Yélimané

Dessa 7 kretsar är i sin tur indelade i sammanlagt 129 kommuner.